# Julius Ludwig Ideler
Julius Ludwig Ideler, född den 3 september 1809 i Berlin, död där den 17 juli 1842, var en tysk språk- och naturforskare. Han var son till Christian Ludwig Ideler. 
Ideler, som var docent vid universitetet i Berlin, utövade ett mångsidigt vetenskapligt författarskap, omfattande bland annat Meteorologia veterum græcorum et romanorum (1832), Sage von dem Schuss des Tell (1836) och Hermapion sive rudimenta hieroglyphicæ veterum ægyptiorum literatum (1841) samt upplagor av Aristoteles Meteorologia (1834–1836), Psalterion coptice (1837) och Physici et medici græci minores (1841–1842).